# Профессионалы.ру
Профессионалы.ru — российская деловая социальная сеть, объединяющая специалистов и предпринимателей по отраслевым, профессиональным и географическим признакам.

## Основные данные
Социальная сеть Профессионалы.ru была учреждена в 2008 году продюсерским центром Интернет-проектов «Биграф». Утверждалось, что на начальном этапе инвестиции «Биграф» должны были составить $2 млн.
Первые 100 000 пользователей зарегистрировались к 7 апреля 2009 года, а в августе 2010 года число регистраций достигло 1 000 000.
В 2010 году миноритарную долю в проекте приобрел британский инвестор и основатель маркетингового агентства Booth Lockett Makin Ник Локетт, а сам проект был оценен в $9.4 млн. В мае 2011 года был куплен блокирующий пакет акций за $2,5 млн британским фондом Open Capital (что означало оценку всего сайта в $10 млн.). Cnews называет основателем сайта Никиту Халявина, у которого его оставшаяся миноритарная доля в 2 % была куплена в декабре 2011 года тем же фондом Open Capital. «Ведомости» указывают, что продаже акций предшествовал конфликт, в ходе которого по утверждению Халявина его партнеры из «Биграфа» снизили его долю в проекте в несколько раз. По другой версии, Халявин был в «Биграфе» менеджером проектов и стал миноритарием «Профессионалы.ру», а конфликта не было.
В августе 2011 года число пользователей перевалило отметку в 2 000 000.

На июль 2017 года — более 6 600 000 пользователей. 

## Функциональность сети
Пользователи могут устанавливать связи с другими пользователями и тем самым создавать свой контакт-лист профессиональных знакомств.
Профиль пользователя на Профессионалы.ru — его визитная карточка. Он напоминает резюме: в нем указывается информация о предыдущих местах работы, образовании, навыках и профессиональных интересах.

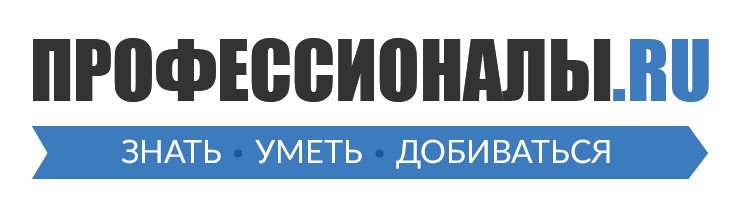
Слоган проекта: «Знать. Уметь. Добиваться»

Пользователям доступны следующие функции:
- Возможность обмениваться личными сообщениями и документами
- Вступление в отраслевые, региональные и корпоративные сообщества, а также создание собственных сообществ
- Создание страницы компании с возможностью организации полноценного корпоративного представительства в сети
- Ведение блога на деловую тематику
- Возможность для работодателей размещать вакансии, а для соискателей — осуществлять поиск по базе вакансий сайта. С 2018 года к сети подключены другие популярные работные сайты. На июнь 2019 года более 400 000 активных вакансий.
- Удобный поиск пользователей по базе, по городам, отраслям, возрасту, профессии
- Раздел «Вопрос-ответ», в котором пользователи могут задавать различные вопросы и получать ответы и рекомендации от других пользователей. На июнь 2019 года на ресурсе было задано более 6 463 вопроса.
- Раздел «Объявления», за все время проекта создано более 200 000 объявлений
- Прохождение онлайн-тренингов в «Академии профессионалов» и создание собственных образовательных онлайн-курсов

В публикации на cossa.ru говорилось, что среди отличительных черт проекта «профессионалы.ру» — охват представителей малого и среднего бизнеса, а также — разветвленная география.
В феврале 2017 года lifehacker.ru перечислил проект «Профессионалы.ру» среди 6 соцсетей для продвижения социального бренда и поисков деловых контактов, указав, что проект будет полезен специалистам разнообразного профиля благодаря отсутствия ограничений по профессиям, а также желающим вести деловой блог благодаря наличию соответствующей функции.

## Критика
В материалах экспертного интервью доктора философских наук Н. С. Ладыженец приводятся следующие критические оценки, связанные с сообществами проекта «Профессионалы.ру». В частности, говорится о «неудостоверенности личностных и профессиональных характеристик его членов». Н. С. Ладыженец подчеркивает, что «несмотря на регистрационные требования, профиль может быть как неадекватным, так и частично заполненным». Также по оценке автора статьи, доля профессионалов в общей численности участников проекта снижается, зато увеличивается доля пассивных участников сообществ, заинтересованных в основном в чтении ресурса. Говорится и о «произвольно выставляемых администраторами групп правилах поддержания порядка».

## Аналоги

### Англоязычные
- xing.com
- Linkedin.com

### Русскоязычные
- Мой Круг
- E-xecutive.ru